# Edward Frentz
Edward Williston Frentz (Maine, maggio 1863 – Melrose, 1943) è stato un arciere statunitense.
Partecipò alle gare di tiro con l'arco ai Giochi olimpici di Saint Louis 1904. Ai Giochi, Frentz giunse sesto nella gara di doppio York e quindicesimo nella gara di doppio americano.